# Labirynt (powieść Teodora Parnickiego)
Labirynt – trzeci tom cyklu Teodora Parnickiego Nowa baśń wydany w 1964 roku.

## Historiozofia powieści
Powieść została napisana bezpośrednio po drugim tomie cyklu, w 1963 i wydana w roku 1964. Jej akcja kontynuuje niemal bez przerwy akcję tomu poprzedniego. Traktuje o nieudanym spisku na życie Corteza, który miał uniemożliwić podbój Meksyku. Bohaterem i narratorem Labiryntu jest metys Krzysztof Villafana, syn jednego z bohaterów Czasu siania i czasu zbierania Antoniego Villafany, straconego za współudział w przygotowaniu zamachu. Sprzysieżenie było próbą odwrócenia biegu historii, które się nie udało. Parnicki nie traktuje tego fatalistycznie. Kolejne zwycięstwo możnych zaistniało jako wynik działania praw ekonomicznych rządzących procesami społecznymi. W piętnastowiecznej Europie nic nie mogło się przeciwstawić dążeniu do zdobycia nowych terenów i bogactw. Trzeci tom Nowej baśni jest kolejnym ogniwem epopei o zdobywaniu Nowego Świata.

## Literackość
Nie tylko jednak problematyka historiozoficzna jest tematem powieści. Po historii milczącego poety polskiego, Stanisława, bohatera Tylko Beatrycze, Parnicki znów podejmuje tematykę pisarza artysty i literackości świata, z którym obcuje czytelnik. Bohaterowie nie biorą udziału w zdarzeniach, dysponują jedynie ich opisem. Czytelnik uczestniczy w grze myślowej, toczącej się wokół interpretowanego lub komentowanego tekstu, czasem zaś w samym powstawaniu tekstu pisanego przez któregoś z bohaterów. Śledzi proces pisania i jego natychmiastowego zastygania w tradycję.
Eksponowaniem literackości jest także wymyślona przez Parnickiego forma dialogu urojonego. Bohaterowie powieści rozważając szczególnie zawiłe zagadnienia, rozpisują je na dwa głosy, swój i nieobecnego antagonisty. Jego kwestie próbują sobie wyobrazić. Jeśli nie umieją sobie wyobrazić przeciwnika, dzielą siebie na dwie osoby. W Labiryncie metys Kszytl Villafana dzieli się na białoskórego Krzysztofa i czerwonoskórego Itla. Dodatkowo zostaje wprowadzony trzeci uczestnik tej gry – czytelnik. Kszytl piszący w komnacie dworu w Lścinie, w noc weselną po słynnym ślubie księdza Orzechowskiego, Ksztyl piszący na statku wiozącym go do ojczyzny jego matki Meksykanki i zarazem kraju, gdzie został stracony jego ojciec za spisek na życie konkwistadora, snuje swą opowieść dla czytelnika, do którego zwraca się wprost, jemu pozostawia w ostatnich słowach do rozwiązania zagadkę swoich przyszłych losów.
W następnych tomach cyklu lista autorów Nowej baśni jeszcze się wydłuży, by stworzyć ostatecznie mityczno-baśniowy, tysiącletni rodowód jej rzeczywistego autora. Zamysł całości zaczyna się już ukazywać w Labiryncie, wraz z ujawnianiem coraz większej literackości przedsięwzięcia. W powieści jeden z jej bohaterów, pan de Puertocarrero rzuca ironicznie w rozmowie z Iwenem:
– Ja bym mógł też wydać się ludziom w przyszłości zmyśleniem pisarskim.

– Może i wydasz się.

– Ale kroniki rodzinne oraz zapisy z wypraw do nowego świata utrwalą...

– ...albo i nie utrwalą. Lecz gdyby utrwaliły nawet – to ile?
Dokumenty mogą utrwalić imię, zdarzenie, ale nie całego człowieka z jego myślami i uczuciami. To może uczynić tylko pisarz. W jego słowie paradoksalnie żyją naprawdę jego bohaterowie. Krzysztof Villafana spostrzega, że człowiek niezapisany miał dla niego nie tylko mniej znaczenia niż «zapisany», ale też mniej jak gdyby i rzeczywistości.